# Максим, Хадсон
Хадсон Максим (англ. Hudson Maxim; 3 февраля 1853, Southeast Piscataquis, Мэн — 6 мая 1927, Landing, Нью-Джерси) — американский изобретатель и учёный-химик, который изобрёл множество взрывчатых веществ, в том числе бездымный порох, Томас Эдисон звал его «самый универсальный человек в Америке». Хадсон был братом Хайрема Максима, конструктора пулемёта Максима и дядя пионера американского радио Хайрема Перси Максима.

## Биография
Хадсон начал свою карьеру в 1881 году издателем Real Pen Work (книги, посвящённой искусству каллиграфии), продавцом специальных чернил, ручек и других товаров. Позже он присоединился к работе своего брата Хайрема Стивенса Максима в Соединенном Королевстве, где они оба работали над улучшением качеств бездымного пороха. После возникших разногласий Хадсон вернулся в Соединенные Штаты и разработал ряд стабильно высокоэффективных взрывчатых веществ (Максимит, в 2.5 раза мощнее динамита) , права на которые были проданы компании DuPont.
Во время Первой мировой войны Максим написал книгу, в которой он указал на несовершенство американской обороны и уязвимость страны против нападений иностранных агрессоров. Его близкий друг, писатель Эльберт Хаббард, погиб на лайнере Лузитания, торпедированном немецкой подводной лодкой. Это событие подпитывало его убеждение в том, что США должны улучшить свою защиту и выступить в войне против Германии на стороне Антанты.
Максим также написал книгу о поэзии и философии языка. В ней он утверждал, что слова, также как химические элементы, имеют естественные законы, которые регулируют способы, которыми слова могут быть объединены в стихи, и что поэзия, которая соответствует тем законам, имеет высокие качества. Он утверждал, что некоторые известные поэты (Уильям Шекспир, Уильям Вордсворт) обнаружили эти законы и использовали их в своём творчестве.
Во время проведения своих экспериментов он потерял левую руку при взрыве фульмината ртути в 1894 году.
Последние 25 лет своей жизни Хадсон провёл большую часть своего времени в своем доме на берегу озера Хопатконг в Нью-Джерси. Он был отличным промоутером и активистом развития своего района. Он говорил и писал на многие темы — о его любви к поэзии и боксу. На конкурсах мисс Америка 1921 и 1922 годов изображал Нептуна.
Он был важным членом коллегии стипендиатов Академии наций.